# Dama de Ferro
Dama de Ferro é um apelido frequentemente utilizado para descrever uma mulher chefe de estado ao redor do mundo. O termo descreve uma mulher de "força de vontade". O termo ferro como metáfora é famosamente aplicado a Margaret Thatcher, apelidada assim em 1976 pela mídia da União Soviética por sua posição firme contra o comunismo.

## Uso na política
Líderes que receberam o título não oficial incluem:
- Margaret Thatcher, Primeira Ministra do Reino Unido de 1979 a 1990 (líder do Partido Conservador de 1975 a 1990).
- Barbara Castle, uma proeminente política britânica do Partido Trabalhista, cuja carreira política durou mais de 40 anos.[2]
- Biljana Plavsic, a presidente e Vice-presidente da República Sérvia ativa entre 1990 e 2000, é conhecida como a "Dama de Ferro Sérvia".[3]
- Manuela Ferreira Leite, a Ministra da Educação de Portugal durante o governo de Aníbal Cavaco Silva entre 1993 e 1995, Ministra das Finanças durante o governo de Durão Barroso entre 2002 e 2004, e líder do Partido Social Democrata português entre 2008 e 2010, também conhecida como a "Dama de Ferro Portuguesa".[4]
- Yulia Tymoshenko, Primeira Ministra da Ucrânia de 2007 a 2010.[5][6]
- Helen Clark, Primeira Ministra da Nova Zelândia de 1999 a 2008, e Administradora do Programa das Nações Unidas para o Desenvolvimento desde 2009.[7]
- Iron Maiden Jeanne, Personagem de Shaman King.[8]